# Jag vill vara din, Margareta (musikalbum)
Jag vill vara din, Margareta är ett samlingsalbum från 1997 av det svenska dansbandet Sten & Stanley. Albumet är uppkallat efter låten med samma namn.

## Låtlista
1. I lust och nöd
2. En gång för länge, länge se'n
3. Bella bella
4. Grindslanten
5. Jag vill vara din, Margareta
6. Röd var din mun (Rot war dein Mund)
7. Får jag följa dig en bit på vägen?
8. Hur ska det sluta? (Oh Lonesome Me)
9. Det är så skönt
10. Gång på gång
11. Lilla Ann-Louise
12. Du och jag (Per vedere quanto e' grande il mondo)
13. Hallå Mary Lou (Hello Mary Lou)
14. Tvillingar lika som bär
15. Svart-Olas polska
16. Tjo och tjim och inget annat
17. Ta mej i famn
18. Regnets rytm (Rhythm of the Rain)
19. Regnet det bara öser ner (Raindrops Keep Fallin' on My Head)
20. Haver ni sett Karlsson

### Fotnoter
1. ↑  ”Danswebb”. Arkiverad från originalet den 5 mars 2016. https://web.archive.org/web/20160305000513/http://www.dans-web.nu/skivor/index.php?pid=viewband&select_band=164&pidtyp=. Läst 9 juni 2011.